# オーレ (スウェーデン)

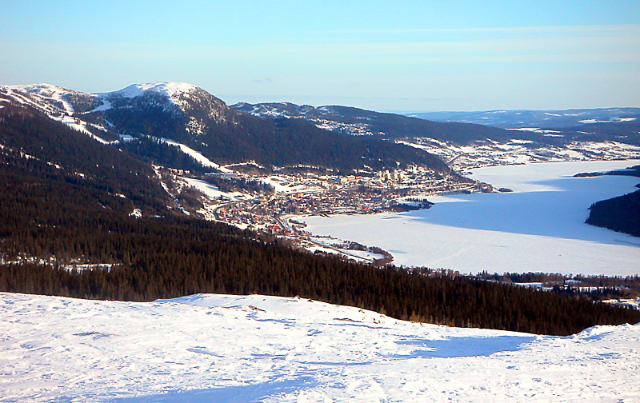
オーレの風景（2003年）

オーレ（Åre [ˈôːrɛ]）はスウェーデンのイェムトランド県にある都市である。

## 概要
- 冬はアルペン・モーグルなどで行う大会のスキー、夏にはハイキング・パラグライダーなど楽しむ[1]。スポーツ選手や歌手などの著名人の別荘地で有名[2]。
- 1954年・2007年・2019年のアルペンスキー世界選手権の開催地となった。
- 2008年3月8日に開催されたフリースタイルスキー・ワールドカップ第9戦でモーグルの上村愛子が優勝した地である[3]。
- 2019年6月24日に国際オリンピック委員会の総会を開き、2026年冬季オリンピックで共同開催方式としてストックホルムと組んで、ミラノ・コルティナダンペッツォと対決したが、敗退した[4]。